# Cmentarz mariawicki w Górce Powielińskiej
Cmentarz mariawicki w Górce Powielińskiej-Smogorzewie – założony w 1906 cmentarz Kościoła Starokatolickiego Mariawitów (pochowani są tu również wierni Kościoła Katolickiego Mariawitów) w Smogorzewie. Do 1945 cmentarz działał przy parafii mariawickiej, później została ona zniesiona, a cmentarz przez wiele lat pozostawał bez opieki. Nabożeństwo mariawickie celebrowane jest na cmentarzu rokrocznie w Święto Wszystkich Świętych: 1 listopada. 
Historia cmentarza w Górce Powielińskiej nieodzownie wiąże się z istniejąca tutaj kiedyś parafią Nawiedzenia Najświętszej Maryi Panny, która powstała w 1906 kiedy to ks. Władysław Zbirochowicz z grupą wiernych zdecydowali się przejść do Kościoła Starokatolickiego Mariawitów. Konwersja kilkunastu rodzin na mariawityzm wywołała duże napięcia w społeczności wiejskiej, toteż 17 lipca 1906 doszło tutaj do pogromu, w wyniku którego zabito 2 osoby, a 200 zostało rannych. Parafianie, których liczbę oceniano na 400–450 osób, pragnęli mieć jednak świątynię, w ciągu kilku lat pobudowano budynki kościelne w nieodległej od Smogorzewa Górce Powielińskiej. W czasie rozłamu w mariawityzmie nieliczna i tak parafia podzieliła się. II wojna światowa, a także ciągłe migracje ludności sprawiły, że dziś w Smogorzewie nie ma już parafii Kościoła Starokatolickiego Mariawitów, co nie oznacza, że nie mieszkają tutaj już mariawici – związali się oni z parafiami w Warszawie i w Raszewie Dworskim, a także felicjanowską w Michałowie. 
W 2006 z inicjatywy kilku rodzin mariawickich zamieszkujących tereny Smogorzewa, wystąpiono z inicjatywą wybudowania nowego ogrodzenia cmentarza, ciężar odpowiedzialności za inwestycję wzięła rodzina Państwa Przybyszów. Do akcji porządkowania nagrobków włączyli się niemal wszyscy miejscowi parafianie mariawiccy, warszawscy mariawici felicjanowscy wraz z s. bp Hanną Marią Rafaelą Woińską oraz warszawscy mariawici płoccy z kapł. Stanisławem Marią Łukaszem Kaczorkiem na czele. 15 lipca 2007 odbyła się podniosła uroczystość poświęcenia krzyża cmentarnego oraz miniaturowego ołtarza do odprawiania nabożeństw w Dzień Zaduszny.

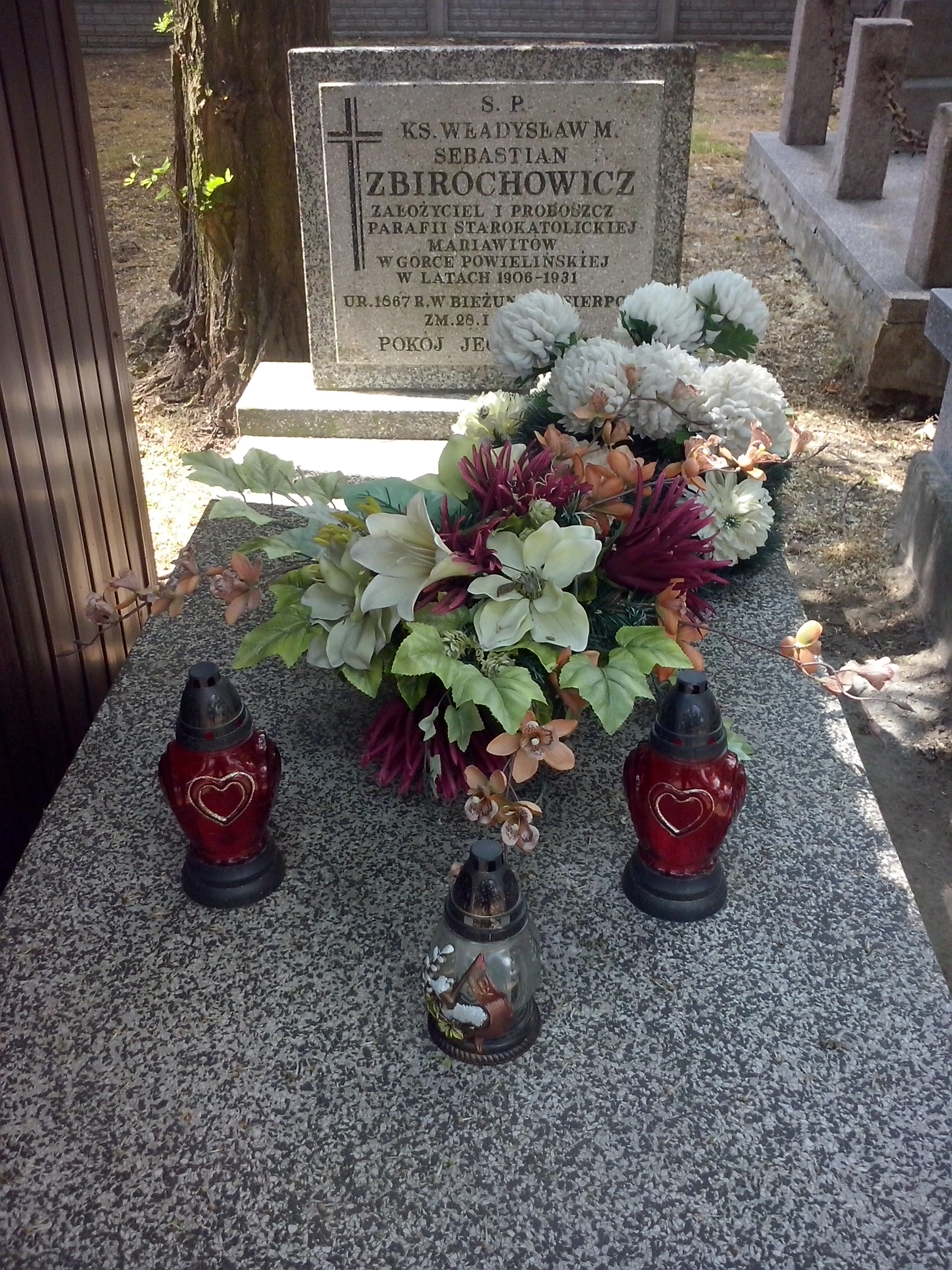
Cmentarz mariawicki. Grób ks. Władysława Marii Sebastiana Zbirochowicza